# Tanzanias præsidenter
Tanzania blev dannet, da Tanganyika og Zanzibar forenedes i 1964. Tanzanias præsidenter har været:

## Præsident af Tanganyika (1962-64)
- Julius Nyerere

## Præsidenter af Tanzania (1964 – )
- Julius Nyerere (1964-1985)
- Ali Hassan Mwinyi (1985-1995)
- Benjamin Mkapa (1995-2005)
- Jakaya Kikwete (2005-2015)
- John Magufuli (2015–2021)
- Samia Suluhu (2021- )